# Hub Motor Company
Die Hub Motor Company war ein US-amerikanischer Hersteller von Elektrofahrzeugen.

## Unternehmensgeschichte
Das Unternehmen wurde 1899 vom Immobilienmakler Charles Berg und dem Rechtsanwalt H. L. Irwin in Chicago (Illinois) gegründet. Ihr Automobil erschien als Hub, evtl. mit dem Zusatz Electric, auf dem Markt. Obwohl das Unternehmen Patente hielt, scheint die originelle Konstruktion auf Plänen von Fred J. Newman und dem Ingenieur und Designer Joseph Ledwinka (1869–1849) beruht zu haben, letzterer ein Verwandter des bekannten Automobilpioniers Hans Ledwinka (1878–1967) und Pionier des Frontantriebs in den USA.
Der Antrieb des Hub Electric war innovativ. Er bestand aus je einem Elektromotor in jeder Radnabe ähnlich dem des etwa zur gleichen Zeit vorgestellten Lohner-Porsche. Auf dieses Prinzip bezog sich der Firmen- wie auch der Markenname; hub ist das englische Wort für (Rad-)Nabe. Wie die Hub Electric Company in den Besitz der Pläne des Fahrzeugs kam, ist unklar. Eine Theorie besagt, dass Ledwinka Zugang zu den Unterlagen zum Lohner-Porsche hatte, sie mitbrachte und dem Unternehmen unter eher dubiosen Umständen zukommen ließ. Gegen diese Theorie spricht der zeitliche Ablauf. Der Hub Electric erschien anscheinend vor dem Lohner-Porsche Semper Vivus, welcher wiederum als Sonderanfertigung für einen reichen Kunden gebaut wurde. Ledwinka hätte mit den Plänen in die USA reisen und dort Partner für den Bau finden müssen; die Partner wiederum hätten die Produktion so schnell ankurbeln müssen, dass der Hub Electric (1899) vor dem Lohner-Porsche (1900) hätte eingeführt werden können. Auch die Hub Electric Company selber wurde 1899 gegründet; der Unternehmensname deutet darauf hin, dass das Unternehmen zum Zweck eingerichtet wurde, eben dieses Auto zu bauen. Eine zeitgenössische Illustration zeigt ein kutschenähnliches Fahrzeug mit zwei Sitzreihen ohne Türen.
Bereits 1895, also lange vor dem Lohner-Porsche und dem Hub Electric, erschien der Caffrey Steam, ein Dampfwagen mit einer kleinen Dampfmaschine in jeder Radnabe. Das Antriebsprinzip war also auch in den USA bekannt. 1901 entstand in Boston (Massachusetts) der Cunningham, ein Dampf-LKW mit einer in Wagenmitte angeordneten Verbunddampfmaschine, welche ihre Kraft über je eine Antriebskette an jedes Rad übertrug, was ebenfalls einen Allradantrieb ergibt.
1900 endete die Produktion.

## Westinghouse
1901 hatten die technischen Laien Berg und Irwin das Unternehmen in beträchtliche finanzielle Schwierigkeiten gebracht. Es wurde von der Westinghouse Electric & Manufacturing Company in Pittsburgh (Pennsylvania) übernommen, eine Tochtergesellschaft des Elektrokonzerns Westinghouse Electric, welcher unter eigenem Namen bis 1903 Personenwagen, Busse und andere Nutzfahrzeuge mit Radnabenantrieb herstellte.